# روثا دودية
الروثا الدودية أو الجرم (باللاتينية: Salsola vermiculata) نوع نباتي يتبع جنس الروثا من الفصيلة القطيفية ويستخدم غالبًا كعلف للماشية.

## الموطن والانتشار
موطنها معظم مناطق حوض البحر الأبيض المتوسط بما في ذلك المشرق العربي ووادي النيل والمغرب العربي والبرتغال وإسبانيا وصقلية واليونان إضافة إلى القوقاز.